# Cansat
Un CanSat es un aparato o sistema del tamaño de una lata de refresco cuya misión puede ser recoger datos, efectuar retornos controlados o cumplir algún perfil de misión predeterminado. Su principal función es la enseñanza de tecnologías aeroespaciales en escuelas y universidades. Si bien se los denomina «satélites», no lo son en el sentido estricto de su definición como cuerpo que gira alrededor de un planeta. Estos aparatos normalmente deben ser completamente autónomos y pueden recibir o transmitir datos. Sus antenas se pueden montar externamente, pero el diámetro del satélite no se puede alterar hasta que no haya salido del cohete, si se lanza por medio de este. Montan normalmente un paracaídas que permite su recuperación. Se usan como introducción a la tecnología espacial por su pequeño coste.

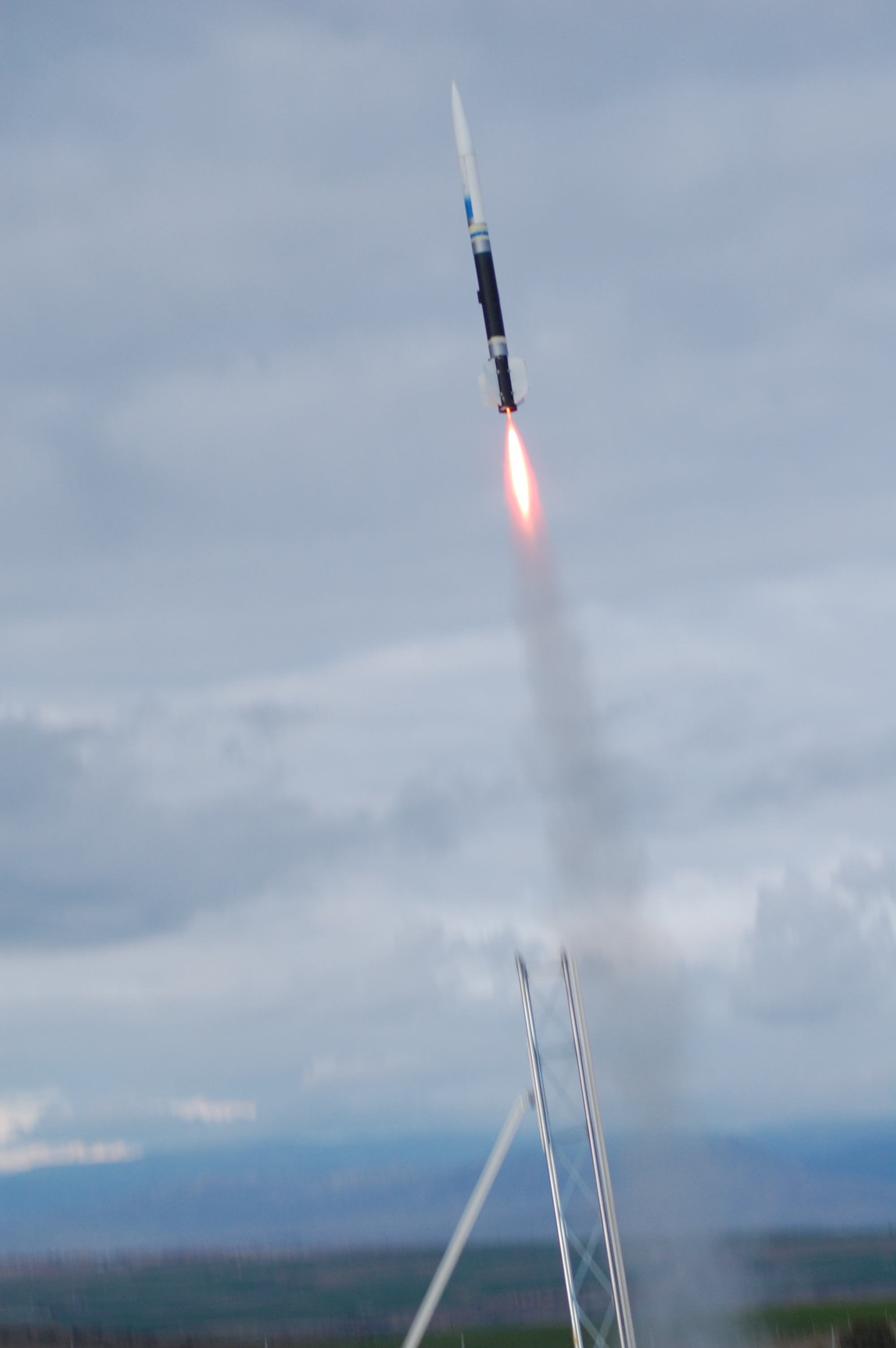
Lanzamiento de los CanSat por medio de un cohete

## Historia
En el año 1998, en un coloquio que se celebró en Hawái se reunieron alrededor de 50 estudiantes y docentes de 12 universidades de Estados Unidos y Japón. Fue el primer University Space Systems Symposium, que en castellano significa «Jornada Universitaria de Sistemas Espaciales». Aquí Bob Twiggs, catedrático emérito de la Universidad de Stanford, propuso la idea inicial de lo que luego serían los proyectos de nanosatélites.
Esa idea consistía en lanzar una estructura del tamaño de una lata de refresco al espacio. Es decir, su volumen debería ser del orden de los 350 mL y la masa, de unos 500 g. Esto desembocó en un proyecto que comenzó en 1999 llamado ARLISS, con participación mayoritariamente americana y japonesa, llevándose a cabo el primer lanzamiento el 11 de septiembre de ese mismo año y continuando anualmente de forma ininterrumpida.
La idea inicial, que todavía prevalece a día de hoy, era lanzar 3 satélites de 350 mL, o un satélite de mayor volumen. El medio sería un cohete capaz de mover 1.8 kg y que ascendería hasta los 4000 m de altura abriendo así la puerta a vuelos de bajo coste —unos 400 dólares—.
En el año 2000 las misiones que se realizaban eran de todo tipo: desde calcular la apertura de un sistema de aterrizaje mediante los datos proporcionados por el barómetro hasta hacer uso de un sistema de GPS diferencial. El proyecto llegó a una situación más compleja en el año 2001, cuando se añadió la categoría ComeBack, según la cual el satélite debe dirigirse a un determinado objetivo. Esta misión tuvo mucho éxito ya que en 2002 el aparato de unos estudiantes del Space Robotics Lab, de la Universidad de Tohoku se acercó hasta los 45 m de dicho objetivo y en 2006 esta cifra disminuyó hasta los 6 m.
El interés por este tipo de satélites fue creciendo y extendiéndose. En 2003 la Universidad de Tokio puso en órbita dos satélites CubeSat, satélites de un tamaño algo mayor que los CanSats, y con forma de cubo.
En los últimos años se han ido desarrollando competiciones siguiendo el mismo concepto propuesto por el Pr. Bob Twiggs y plasmado en ARLISS tanto a nivel nacional como internacional.

## Funcionamiento

### Elementos principales
Hay una serie de elementos que son comunes en todos los tipos de CanSat:

#### Batería
Suministra corriente eléctrica para el funcionamiento de todos los sistemas del robot. Son imprescindibles para cualquier robot o sistema electrónico, las más utilizadas por sus prestaciones y su relación corriente-peso son las baterías de polímeros de litio (LiPo).

#### Microprocesador
Es el cerebro del robot, se encarga de recibir las señales de sensores externos (como el altímetro, el acelerómetro, o el transmisor) y además las procesa para actuar de forma determinada según como esté programado. La mayoría de microprocesadores incorporan o pueden incorporar una memoria interna para almacenamiento de datos, útil para guardar la información de los diferentes sensores durante el vuelo.
Algunos microprocesadores comerciales que se usan a este nivel son:
- Arduino
- MBed

### Elementos secundarios
A partir de los dos elementos anteriores se pueden incorporar diferentes elementos según para qué objetivo se haya diseñado el robot. Algunos de estos elementos pueden ser:

#### Barómetro
Consiste en una célula medidora de presión que se conecta al microprocesador y le envía una señal con un valor de voltaje según la presión que note. El microprocesador utiliza las correcciones de la atmósfera estándar para conseguir la altitud.
Ejemplo de barómetro usado en aparatos de estas características:

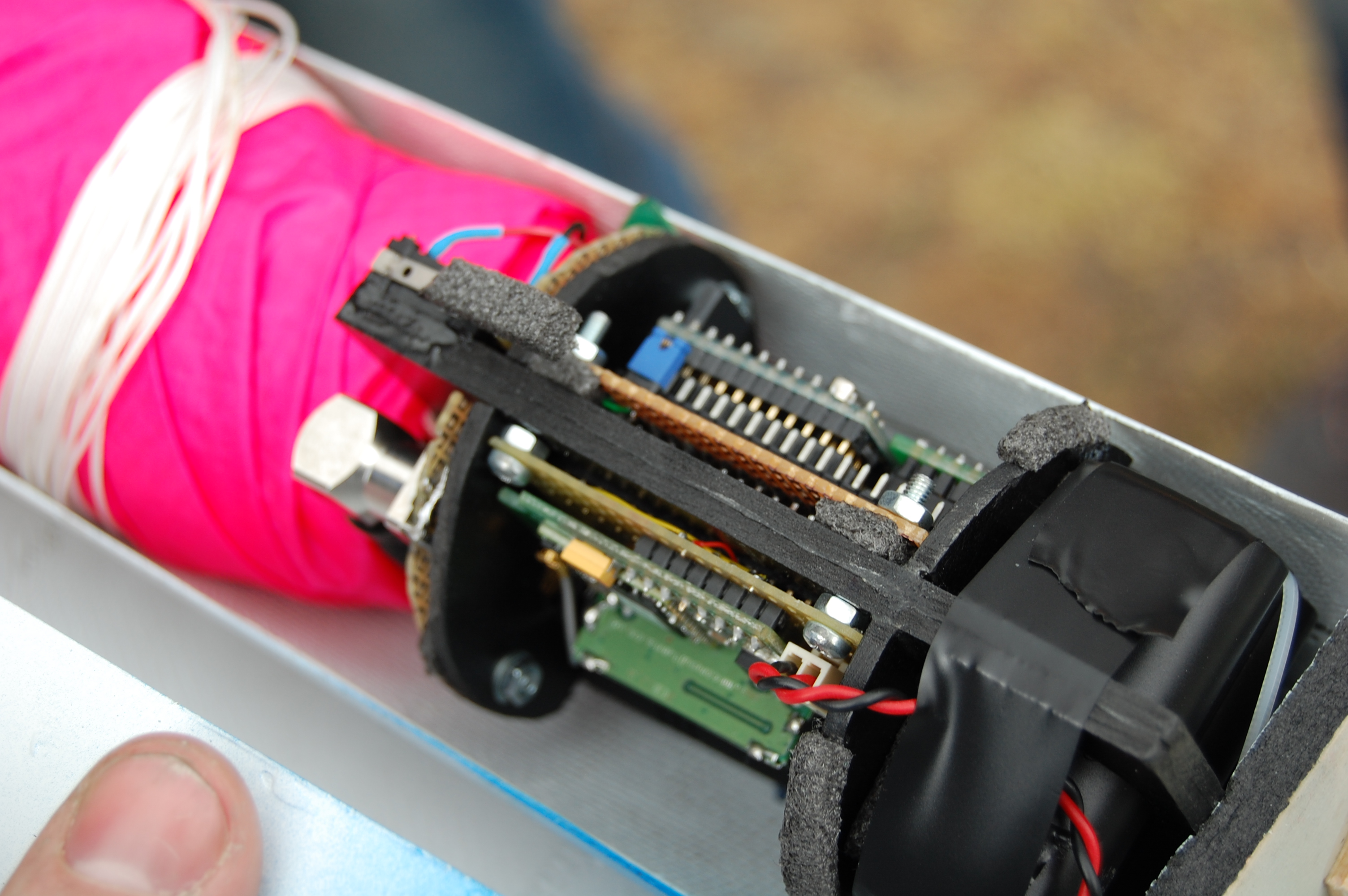
Interior de un CanSat.

- SCP1000

#### Termómetro
El funcionamiento es similar al del barómetro pero el voltaje que manda como señal al microprocesador depende de la temperatura que mida. El microprocesador interpreta esta señal asignándole un valor de temperatura.
Estos son ejemplos de termómetros usados:
- MAX6675
- TMP102

#### Receptor GPS
GPS son las sílabas inglesas para Global Positioning System, es un sistema de posicionamiento terrestre que consta de una red de satélites orbitando la tierra que continuamente emiten su posición y el tiempo de la transmisión. A partir de estos datos, un receptor triangula su posición con todos los satélites disponibles para una mayor precisión. Esta posición se transmite al microprocesador a través de un puerto serie como una línea de datos. Existen otros sistemas de navegación tales como Galileo en Europa o Beidou en China pero están todavía en fase de desarrollo por lo que de momento no son aplicables.
A nivel de diseño, es preferible situar los receptores GPS en un lugar donde tengan la línea de visión más directa posible con los satélites para no perder la cobertura de éstos durante el vuelo. En un CanSat con estructura metálica se deben situar siempre donde la estructura no afecte a dicha línea de visión.
Actualmente, la inclusión de este receptor en el CanSat no es un requisito obligatorio del concurso, aunque muchos equipos lo hacen puesto que aporta datos muy útiles que se envían a tiempo real por telemetría a la estación de tierra y facilita además la localización del aparato tras el aterrizaje.

#### Cámara fotográfica
Se puede incorporar al CanSat una micro cámara fotográfica para fotografiar lo que se desee durante el tiempo en que el CanSat está en el aire. Se debe tener en cuenta que desde tierra no se puede accionar la cámara cuando el robot está en aire de modo que el microprocesador debe ser quien ordene a la cámara tomar una imagen.
Este es un ejemplo de cámara fotográfica para CanSat:
- CameraC328

#### Acelerómetros
Este sistema consiste en uno o varios acelerómetros en distintos ejes así como giróscopos. El conjunto de acelerómetros permite medir aceleraciones en uno o más ejes e incluso angulares según el modelo que se use. Los acelerómetros pueden usarse para recoger datos o para encontrar la posición (integrando). El uso de acelerómetros para conseguir una posición se denomina sistema de navegación inercial (INS) y se usa en algunos modelos de CanSat, la precisión de este sistema está sujeta al error de la posición inicial empleada para calibrar los sensores y al error de los acelerómetros en sí.
La ventaja de este sistema es que no necesita cobertura GPS para funcionar por lo que no pierde nunca la señal de los satélites. Otra ventaja es que no le afectan interferéncias electromagnéticas de ningún tipo y no necesita tener línea visual con los satélites por lo que no es necesario situarlo en la parte superior.
Algunos de los acelerómetros empleados son los siguientes:
- ADXL345
- LIS302

#### Brújula electrónica
Algunas veces, por requisito del objetivo para el cual se diseña el CanSat, es necesario conocer el rumbo que sigue éste en cada momento (por ejemplo, para realizar un descenso controlado), en tal caso una brújula es un sensor muy pequeño y al igual que una brújula tradicional mide el ángulo entre su orientación y el norte, este ángulo es transmitido al microprocesador mediante una diferencia de potencial. El microprocesador interpreta la señal entrante y actúa en consecuencia.
De este modo, si se quiere que el CanSat vuele hasta una diana sin instalar GPS, se instalaría un sistema de navegación inercial y una brújula electrónica que proporcionase el rumbo. El microprocesador calcularía el rumbo a seguir con las coordenadas de la diana y la posición actual (obtenida del sistema de navegación) y compararía dicho rumbo con el rumbo actual proporcionado por la brújula.
Algunos modelos de brújulas que se utilizan son:
- CMPS03
- HMC6352
- HMC5843

## Tipos de CanSat
Principalmente existen dos tipos: aunque se incluye una tercera categoría para CanSats que no se ajustan a ninguna de las dos primeras:

### Telemetry
Es aquel CanSat cuyo objetivo principal es recoger y transmitir datos del vuelo y de condiciones meteorológicas en tiempo real para ser procesados por una estación de tierra. Los CanSats de esta categoría no utilizan sistema de dirección ya que su objetivo no es caer en un punto concreto sino recoger datos sobre el descenso (que pocas veces es controlado). De los sistemas mencionados en las secciones anteriores los más utilizados son: barómetro, termómetro, GPS y cámara fotográfica.

### ComeBack
La principal misión de éstos es aterrizar de forma controlada lo más cerca posible de una diana marcada por coordenadas GPS. Estos aparatos pueden guiarse por una posición conocida a través de un sistema de posicionamiento por satélite (GPS) o por un sistema de navegación inercial (INS). Esta posición se envía al microprocesador que la compara con la posición de la diana, a partir del análisis de estos datos se calcula el ángulo en que hay que girar para dirigirse a la diana y se dan las instrucciones pertinentes al sistema de dirección. Este proceso se va repitiendo de forma continua para hacer correcciones si son precisas. En este tipo de aparatos también se almacenan datos sobre el vuelo pero dado que el número de sensores que acostumbran a llevar incorporados es menor, la información es más escasa que en los CanSat de tipo Telemetry.
Un CanSat de categoría ComeBack lleva siempre instalado un sistema de dirección que le permite maniobrar para orientarse y desplazarse hacia el objetivo fijado. Normalmente dicho mecanismo es actuado por uno o varios servomotor(es) controlados por el microprocesador de modo que el microprocesador gira el servomotor(es) hacia un lado u otro y el cansat gira en consecuencia. Existen dos tipos principales de CanSat dependiendo de si llevan incorporado un paracaídas o parapente o un rotor y alas.

#### CanSats con paracaídas o parapentes
Estos aparatos llevan generalmente un sistema de dirección consistente en mover hilos de la superficie sustentadora de forma asimétrica de modo que se genere una diferencia de sustentación en el eje longitudinal y el CanSat gire hacia un lado u otro. La dirección mecánica es generalmente bastante sencilla. Estos aparatos son difíciles de gobernar con viento debido a la generalmente baja velocidad de descenso y a la gran superficie sustentadora que llevan incorporada.

#### CanSats con alas o rotores
Mecánicamente mucho más complejos y menos vulnerables a condiciones atmosféricas que los CanSats con paracaídas o parapentes. Este tipo de aparatos son mucho más complejos de gobernar y requieren un sistema electrónico capaz de realizar muchas más correcciones por segundo debido a su mayor velocidad de descenso.

### Openclass
En esta categoría se puede presentar cualquier robot que no se incluya en ninguna de las dos anteriores categorías. La mayoría de CanSat que se presentan en esta categoría son robots en fase experimental o pruebas de sistemas nuevos respecto a otros diseños y que aún no han sido probados (technology demonstrators).

## Interés educativo
El bajo coste de realización, corto tiempo de preparación y simplicidad de diseño en comparación con otros proyectos espaciales hacen de este concepto una oportunidad práctica excelente para estudiantes de dar los primeros pasos en materia espacial. Son los estudiantes los encargados de elegir la manera en la que van a realizar su misión, diseñar el CanSat, integrar los componentes, comprobar el correcto funcionamiento, preparar el lanzamiento, analizar los datos y organizarse como equipo distribuyendo la carga de trabajo. Se trata en definitiva de una reproducción a escala del proceso de diseño, creación y lanzamiento de un satélite real.
El proceso necesario para el desarrollo de un CanSat implica un proceso de aprendizaje conocido como aprendizaje basado en problemas, un nuevo método docente en el que el estudiante es el protagonista y es quien debe resolver los problemas. La principal característica de este tipo de proyectos es que se lleva a cabo por equipos de trabajo que se enfrentan a problemas abiertos conducidos por sucesivos desafíos. El apoyo dado por los profesores va disminuyendo acorde con la experiencia que va alcanzando el grupo para reconocer que la ingeniería de sistemas también tiene que lidiar con la complejidad del desarrollo y la investigación de sus propias habilidades.
La ingeniería espacial es una de las disciplinas más típicas usadas en métodos educativos puesto que proporciona gran variedad de temas atractivos.

## Competiciones

### Estados Unidos

#### Texas CanSat Competition
La Sociedad Americana de Astronáutica (AAS) y el Instituto Americano de Aeronáutica y Astronáutica (AIAA) organizan una competición anual de diseño, construcción y lanzamiento de CanSats. Este concurso está abierto a equipos de universidades y colegios. Los equipos deben ser capaces de diseñar y construir un sistema que cumpla unas determinadas condiciones. Después los equipos deben competir entre ellos para determinar los ganadores. Los cohetes son proporcionados por la organización, pero los equipos son responsables de financiar la construcción de su CanSat y todos los gastos de viaje y alojamiento.

#### ARLISS
El Proyecto ARLISS es un programa desarrollado entre estudiantes y profesores del Programa de Desarrollo de Sistemas Espaciales de la Universidad de Stanford y otras instituciones educativas para construir, lanzar, probar y recuperar prototipos de satélites miniaturizados en preparación para ser lanzados a una órbita terrestre o de Marte el espacio.
ARLISS propone un reto para obtener experiencia práctica en el ciclo de vida (alrededor de un año) de un proyecto espacial. Cada equipo CanSat diseña y construye uno o más satélites, se trasladan al lugar de lanzamiento en Black Rock, Nevada, para supervisar la preparación, el lanzamiento, funcionamiento y recuperación segura de sus experimentos.
ARLISS proporciona los cohetes, cada uno capaz llevar tres CanSats con paracaídas a una altitud de 3500 m, lo que permite a cada CanSat un tiempo de vuelo de alrededor de 15 minutos para los experimentos, lo que simula un pase de horizonte a horizonte en órbita baja.

### España
El Laboratorio para Experimentación en Espacio y Microgravedad con ayuda de la Universidad Politécnica de Madrid organizan esta competición desde el año 2010. Existen tres categorías, de acuerdo con los posibles tipos de CanSat detallados al comienzo de esta página. Además, existe otra categoría abierta en la que las limitaciones de tamaño son menores y pueden tener una masa mayor, de hasta alrededor de 1 kilo. Al igual que la competición europea, deben enviar por telemetría datos obtenidos en tiempo real y tiene restricciones de presupuesto, aunque se permiten mayores presupuestos que en la homóloga europea.
En abril de 2017 dentro de la competición organizada por la Agencia Espacial Europea (ESA), se celebrará en Zaragoza el Primer Concurso Nacional CanSat Caesaraugusta.

### Europa
Promovido por la Agencia Espacial Europea (ESA) y organizado por el Centro Noruego de Educación Espacial (NAROM), se trata de una competición en la que, cada CanSat debe cumplir los requisitos tradicionales de volumen y no exceder en 350 g de masa junto con otros relacionados con el tiempo de vuelo y con el presupuesto. Además debe medir la altitud y la temperatura y transmitir estos datos en tiempo real. Aparte de esto, debe cumplir una misión secundaria de libre elección. Las propuestas para esta misión son las que se utilizan para seleccionar a los equipos que viajan a Andenes en Noruega para presentar sus proyectos lanzar sus CanSats a bordo de un cohete que asciende a 1000 m, donde se abre y deja caer los dos aparatos que lleva dentro.

### Francia

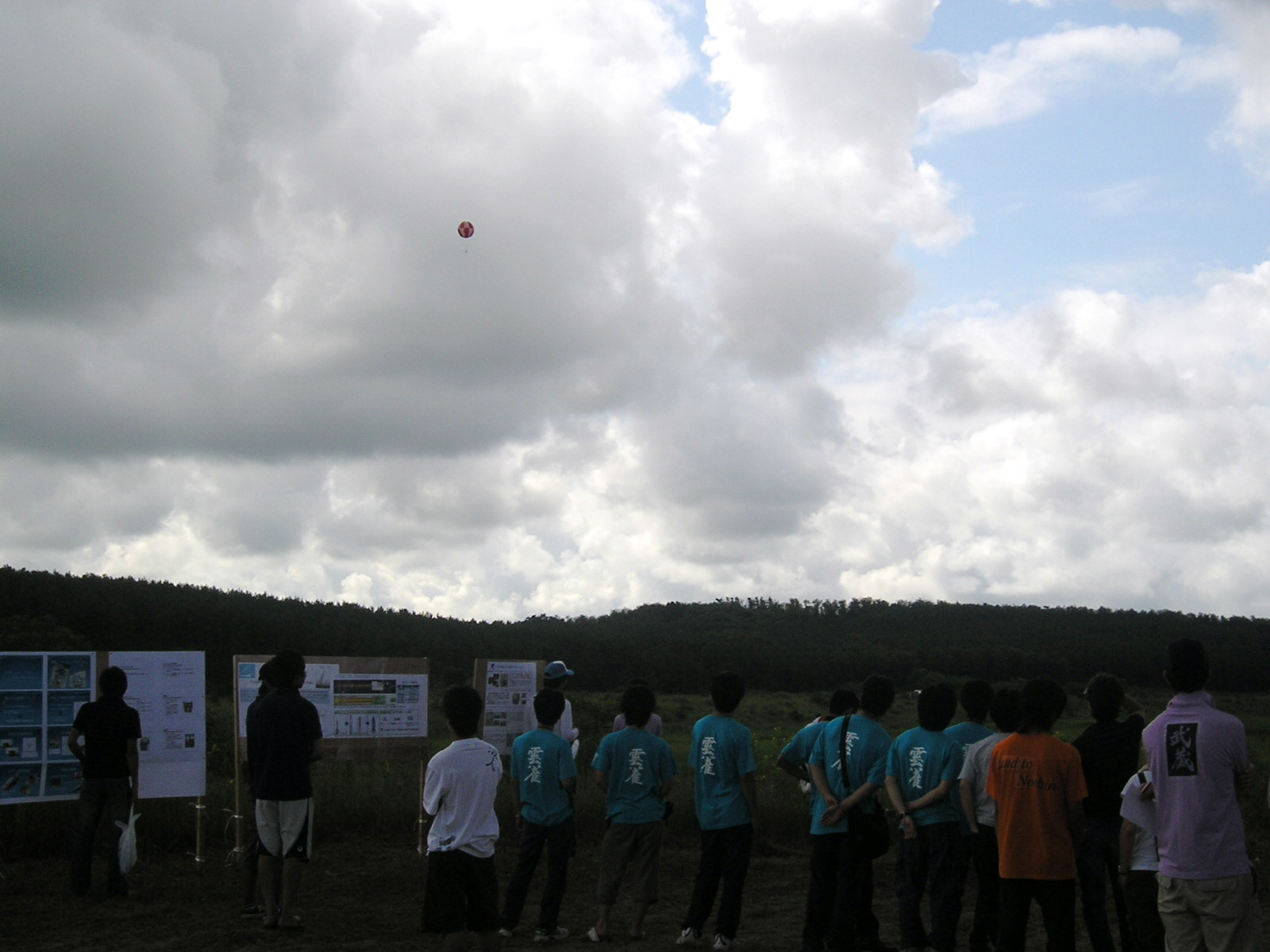
Lanzamiento por medio de un globo en la competición japonesa.

Organizado por el Centro Nacional de Estudios Espaciales, se lleva a cabo durante la feria C'Space, un programa de acercamiento de la tecnología relacionada con el espacio a los jóvenes. En esta competición el cohete tan solo asciende a los 150 m y aparte de la categoría denominada «internacional», existe otra, llamada «abierta» en la que los requisitos de volumen se amplían hasta permitir un volumen de 1 L frente a los 330 mL de un CanSat tradicional.

### Japón
En Japón este concurso lo organiza el UNISEC (Consorcio de Ingeniería Espacial Universitaria) y a diferencia de los anteriores, los aparatos no son lanzados en cohete sino con ayuda de un globo que asciende a una cierta altura y tras la cual el CanSat se deja caer. En esta competición se trata de llegar a una determinada posición, bien por medio de modificación de la trayectoria de vuelo, o bien mediante la incorporación de ruedas que permitan guiarlo al sitio requerido.

### Argentina
En Argentina no es un concurso, es decir que no se compite en el Programa CanSat, sino que se trata de la difusión gratuita de una metodología de trabajo y estudio a través de la experimentación, empleando lanzadores reutilizables autoconstruidos por coheteros amateur. Este programa es gratuito y brinda a los estudiantes la satisfacción de involucrarse en la totalidad del ciclo de vida de un proyecto complejo de ingeniería, yendo desde el diseño conceptual, pasando por la integración y el test y por operaciones reales del sistema, para concluir con una reunión de sumario post-misión. Lo promueve la ACEMA (Asoc. de Cohetería Experimental y Modelista de Argentina). El programa fue presentado en septiembre de 2003 en un congreso educativo celebrado en el Colegio Belgrano Day School, dirigido por actualmente fallecido Lic. Jorge Mermoz; el primer CanSat argentino se lanzó en noviembre de 2004, preparado por alumnos del Colegio San Felipe Neri del barrio de Mataderos, Buenos Aires. Hacia el año 2011 ya había varias escuelas participando, entre las que se encuentra la Escuela Técnica ORT, la Escuela de Enseñanza Media N.º 5 de Alejandro Korn, el Instituto San Felipe Neri, el Instituto Tecnológico «San Bonifacio» de Lomas de Zamora, el Colegio Técnico Cristo Obrero, etc. En 2015, la CONAE (agencia espacial argentina) comenzó a interesarse formalmente en colaborar con esta iniciativa.

### México

#### Programa Espacial de Poza Rica
El Programa para la Experimentación e Investigación Aeroespacial (PROEXIA), ubicado en la ciudad de Poza Rica, Veracruz, Mx., llevó a cabo un curso-taller de capacitación para estudiantes del Colegio de Educación Profesional Técnica del Estado de Veracruz (CONALEP), de las áreas de Telecomunicaciones y Electromecánica Industrial, durante el mes de septiembre de 2013, logrando realizar un lanzamiento exitoso de un CanSat de telemetría (GPS, Barómetro, Cámara de video), en las instalaciones del plantel Conalep 177, ante la presencia del M. en C. Carlos Duarte Muñoz, coordinador de formación de capital humano especializado en el campo espacial, de la Agencia Espacial Mexicana, el 7 de octubre de 2013, durante la celebración de la Semana Mundial del Espacio. Actualmente, el PROEXIA cuenta con más de 12 modelos diferentes de CanSat de Telemetría, así mismo han desarrollado kits educativos de satélites Rover-Back, BalloonSat y CubeSat, siendo reconocidos sus trabajos a nivel internacional.

#### UNAM
El Programa Espacial Universitario (PEU), así como su antecesor, la Red Universitaria del Espacio (RUE), han llevado a cabo en los años 2013, 2014, 2016, 2018 y 2019, concursos de CanSat, dirigidos en sus primeras ediciones a estudiantes de la Universidad Nacional Autónoma de México (UNAM), y en su última edición convocó a estudiantes de todo el país, de nivel licenciatura y/o maestría de cualquier área que pudieran ser afín a la actividad de desarrollo de tecnología espacial. En la edición del 2018, estudiantes de los planteles de bachillerato de la UNAM participaron es de este concurso. 
El concurso tiene como objetivo fomentar el conocimiento de la ciencia y tecnología espacial en México. El equipo de la UNAM mejor calificado en el concurso es seleccionado como representante de la UNAM en la Annual CanSat Competition, celebrada cada año en Texas.

#### CanSat CUCEI
El Club de Radio Experimentadores Universitarios de UDG, a través de Centro Universitario de Ciencias Exactas e Ingenierías de la UDG, organizó un concurso de CANSAT dirigido a estudiantes de universidades, institutos y centros tecnológicos educativos de la Zona Metropolitana de Guadalajara de carreras relacionadas con telecomunicaciones, electrónica, computación, informática y áreas afines a esta para el desarrollo de tecnología aeroespacial. En el día de lanzamiento, el 11 de octubre de 2014, asistieron varios equipos de múltiples instituciones como finalistas. Así, en este evento los equipos obtuvieron la experiencia de planificar, diseñar, construir y lanzar su CANSAT.